# بوسيفيل (إنديانا)
بوسيفيل (بالإنجليزية: Poseyville town, Indiana)‏ هي بلدة تقع بولاية إنديانا في الولايات المتحدة. تبلغ مساحتها 1.67 كم2، وترتفع عن سطح البحر 134 م، بلغ عدد سكانها 1,045 نسمة في عام 2010 حسب إحصاء مكتب تعداد الولايات المتحدة وتصل الكثافة السكانية فيها 625.7 نسمة لكل كيلومتر مربع (1,620.6/ميل2).

## التركيبة السكانية
حدّد مكتب تعداد الولايات المتحدة بيانات التركيبة السكانية لبوسيفيل في تعداد الولايات المتحدة. في ما يلي، التركيبة السكانية حسب تعدادي 2000 و2010.

### تعداد عام 2000
بلغ عدد سكان بوسيفيل 1,187 نسمة بحسب تعداد عام 2000، وبلغ عدد الأسر 458 أسرة وعدد العائلات 315 عائلة مقيمة في البلدة. في حين سجلت الكثافة السكانية 710.8 نسمة لكل كيلومتر مربع (1,841.0/ميل2). وبلغ عدد الوحدات السكنية 490 وحدة بمتوسط كثافة قدره 293.4 لكل كيلومتر مربع (759.9/ميل2).
وتوزع التركيب العرقي للبلدة بنسبة 99.07% من البيض و0.08% من الأمريكيين الأفارقة و0.34% من الأمريكيين الأصليين و0.51% من عرقين مختلطين أو أكثر.
بلغ عدد الأسر 458 أسرة كانت نسبة 36% منها لديها أطفال تحت سن الثامنة عشر تعيش معهم، وبلغت نسبة الأزواج القاطنين مع بعضهم البعض 57.9% من أصل المجموع الكلي للأسر، ونسبة 9% من الأسر كان لديها معيلات من الإناث دون وجود شريك، بينما كانت نسبة 2% من الأسر لديها معيلون من الذكور دون وجود شريكة وكانت نسبة 31.2% من غير العائلات. تألفت نسبة 28.6% من أصل جميع الأسر من عدة أفراد يعيشون في نفس المنزل ونسبة 16.8% كانت تتألف من شخص يعيش بمفرده يبلغ من العمر 65 عاماً أو أكثر. وبلغ متوسط حجم الأسرة المعيشية 2.54، أما متوسط حجم العائلات فبلغ 3.16.
بلغ العمر الوسطي للسكان 38.5 عاماً. وكانت نسبة 28.6% من القاطنين تحت سن الثامنة عشر، وكانت نسبة 6.4% بين الثامنة عشر والرابعة والعشرين عاماً، ونسبة 26% كانت واقعةً في الفئة العمرية ما بين الخامسة والعشرين والرابعة والأربعين عاماً، ونسبة 19% كانت ما بين الخامسة والأربعين والرابعة والستين، ونسبة 17.9% كانت ضمن فئة الخامسة والستين عاماً فما فوق. يوجد لكل 100 أنثى 96.5 ذكر، ويوجد لكل 100 أنثى في الثامنة عشر من عمرها فما فوق 88.3 ذكر.
بلغ متوسط دخل الأسرة في البلدة 37,604 دولارًا، أما متوسط دخل العائلة فبلغ 48,417 دولارًا. وكان متوسط دخل الذكور 34,444 دولارًا مقابل 22,292 دولارًا للإناث. وسجل دخل الفرد الخاص بالبلدة 18,815 دولارًا. وكانت نسبة 2.8% من العائلات ونسبة 5.2% من السكان تحت خط الفقر، وكان من هؤلاء نسبة 5.5% تحت سن الثامنة عشر ونسبة 5% في الخامسة والستين من العمر وما فوق.

### تعداد عام 2010
بلغ عدد سكان بوسيفيل 1,045 نسمة بحسب تعداد عام 2010، وبلغ عدد الأسر 454 أسرة وعدد العائلات 296 عائلة مقيمة في البلدة. في حين سجلت الكثافة السكانية 625.7 نسمة لكل كيلومتر مربع (1,620.6/ميل2). وبلغ عدد الوحدات السكنية 494 وحدة بمتوسط كثافة قدره 295.8 لكل كيلومتر مربع (766.1/ميل2).
وتوزع التركيب العرقي للبلدة بنسبة 98.95% من البيض و0.29% من الأمريكيين الأصليين و0.19% من الأمريكيين ذوي الأصول الآسيوية و0.57% من عرقين مختلطين أو أكثر و0.19% من الهسبانيون أو اللاتينيون من أي عرق.
بلغ عدد الأسر 454 أسرة كانت نسبة 29.5% منها لديها أطفال تحت سن الثامنة عشر تعيش معهم، وبلغت نسبة الأزواج القاطنين مع بعضهم البعض 50.2% من أصل المجموع الكلي للأسر، ونسبة 10.4% من الأسر كان لديها معيلات من الإناث دون وجود شريك، بينما كانت نسبة 4.6% من الأسر لديها معيلون من الذكور دون وجود شريكة وكانت نسبة 34.8% من غير العائلات. تألفت نسبة 32.6% من أصل جميع الأسر من عدة أفراد يعيشون في نفس المنزل ونسبة 15% كانت تتألف من شخص يعيش بمفرده يبلغ من العمر 65 عاماً أو أكثر. وبلغ متوسط حجم الأسرة المعيشية 2.30، أما متوسط حجم العائلات فبلغ 2.88.
بلغ العمر الوسطي للسكان 44.1 عاماً. وكانت نسبة 23% من القاطنين تحت سن الثامنة عشر، وكانت نسبة 8.4% بين الثامنة عشر والرابعة والعشرين عاماً، ونسبة 19.3% كانت واقعةً في الفئة العمرية ما بين الخامسة والعشرين والرابعة والأربعين عاماً، ونسبة 30.7% كانت ما بين الخامسة والأربعين والرابعة والستين، ونسبة 18.6% كانت ضمن فئة الخامسة والستين عاماً فما فوق. وتوزع التركيب الجنسي للسكان بنسبة 48.4% ذكور و51.6% إناث.